# Deb

Ikonka pakietu w GNOME

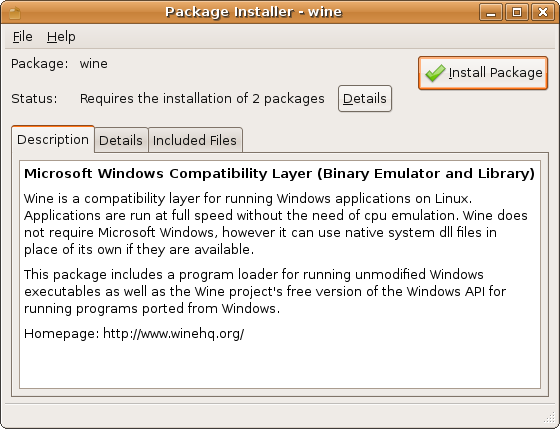
GDebi

deb – format pakietu instalacyjnego używanego przez system operacyjny Debian GNU/Linux – jedną z najstarszych, rozwijanych dystrybucji Linuksa. Wszystkie pakiety w tym formacie posiadają rozszerzenie .deb. Jest to skrót od „Deborah” (inaczej: „Debora”), imienia byłej żony twórcy Debiana, Iana Murdocka.
Pakiet deb (i jego instalator dpkg) posiada zaawansowaną kontrolę powiązań i zależności pomiędzy poszczególnymi składnikami systemu – programami i używanymi przez nie bibliotekami. Dzięki temu instalując nowy program, ma się pewność, że nie będzie miał miejsca konflikt z innymi zainstalowanymi programami. W przeciwnym wypadku instalowany program mógłby przerwać funkcjonowanie z powodu braku poszczególnych składników, które są wymagane do prawidłowego działania.
Pakiety deb, które znajdują się na dysku lub płycie CD-ROM, można zainstalować w systemie Debian GNU/Linux i pochodnych (Progeny, Ubuntu, Corel) za pomocą polecenia dpkg. Można je instalować również bezpośrednio z repozytoriów w Internecie za pomocą programu apt-get. 
Większość współczesnych dystrybucji zawiera narzędzia instalacyjne z graficznym interfejsem użytkownika, np. GDebi, Synaptic. W systemie Debian istnieje kilka wygodnych programów do zarządzania zainstalowanymi pakietami. Najczęściej używane z nich to aptitude oraz starsze podobne narzędzie dselect.
Pakietów deb używają także aplikacje Cydia oraz Icy, działające na platformie iPhone.
Binarnie pakiet deb to archiwum ar z trzema składnikami (plikami) w kolejności:
- mały plik określający wersje formatu pakietu np. „2.0” – debian-binary[1]
- plik kontrolny (zależności pakietu, sumy kontrolne, skrypty instalacyjne) – control.tar, zwykle skompresowany gzipem jako control.tar.gz[1][2]
- plik danych (właściwa zawartość pakietu – pliki konfiguracyjne, binarne, biblioteki, dokumentacja) – data.tar, zwykle skompresowany gzipem jako data.tar.gz. Stosuje się też czasami silnie kompresujące formaty jak bzip2 lub lzma czy xz w celu oszczędzenia miejsca[1][2].

Pliki control.tar oraz data.tar mogą być w archiwum bez kompresji – rzadko stosowany zabieg, ale przydatny dla danych słabo kompresowalnych (np. pliki graficzne jpg, mapy do gier).